# Жинисти, Поль
Поль Жинисти́ (фр. Paul Ginisty; 4 апреля 1855, Париж — 1932) — французский писатель, библиограф, журналист, литературный и театральный критик.

## Биография
Его библиографические очерки и исторические разыскания, напечатанные в разных журналах, издавались ежегодными выпусками под названием «Année littéraire» (1885—1893). Выпустил несколько стихотворных книг (Парижские идиллии, 1881), сборников новелл (Любовь проходит — проходит всё, 1885), драм и комедий, а также романов, большинство которых — из жизни театра. Публиковал записки актрис театра и цирка — Розали Дюте, мадам Саки и др. Сам оставил несколько мемуарных книг. Предисловие к книге его рассказов Любовь втроем (1884) написал Мопассан; Мопассан также посвятил Жинисти новеллу Мой дядя Состен.
Во время коронации Александра III (1883) в московском Кремле Жинисти присутствовал на ней как корреспондент «Gil Blas»'a. Бывал в России и позднее.
В 1896—1906 руководил театром Одеон, несколько месяцев — вместе с Андре Антуаном.
В 1919 возглавил комиссию Министерства народного просвещения и изящных искусств по надзору за кинопродукцией — эта сторона его деятельности (о ней пишет в своей Истории кино Жорж Садуль) вызвала протест со стороны многих представителей культуры.

## Инсценировки
В 1888 Жинисти вместе с журналистом Гюгом Ле Ру (фр. Hugues Le Roux) поставил на сцене парижского театра Одеон драму в 5 действиях «Crime et Châtiment» — переделку «Преступления и наказания» Достоевского. Позднее он переделал для сцены роман Стендаля Пармская обитель (1919). Пьесы Жинисти ставили Андре Антуан, Орельен Люнье-По и др.

## Интересные факты
На стихотворение Жинисти Славянская песня написала музыку Сесиль Шаминад.

## Избранная библиография
- Les Idylles parisiennes. Paris: P. Ollendorff, 1881
- La Marquise de Sade. Paris: Charpentier, 1901
- Paris intime en Révolution: ouvrage orné de gravures et de documents de l’epoque. Paris: Librairie Charpentier et Fasquelle, 1904
- La vie d’un théâtre. Paris: C. Delagrave, 1906
- Mémoires d’anonymes et d’inconnus (1814—1850). Paris: C. Delagrave, 1907
- Lucinde: roman de théâtre. Paris: Éd. du «Monde illustré», 1907
- Francine, actrice de drame: roman de la vie théâtrale. Paris: E. Fasquelle, 1909
- Mémoires et souvenirs de comédiennes (XVIIIe siècle). Paris: Louis-Michaud, 1914
- Anthologie du journalisme du XVIIe siècle à nos jours. Paris: Delagrave, 1917 (переизд. 1920, 1933)
- Au seuil du bonheur: roman. Paris: E. Flammarion, 1923.
- Les Nids d’aigles: roman. Paris: E. Flammarion, 1924
- Les anciens boulevards. Paris: Hachette, 1925
- Tiberge: roman. Paris: E. Flammarion, 1927
- Eugène Sue. Paris: Berger-Levrault, 1929
- Le Crime des deux comédiens: roman. Paris: les Éditions de France, 1929
- Souvenirs de journalisme et de théâtre. Paris: les Éd. de France, 1930